# Vanuatustormvogel
De vanuatustormvogel (Pterodroma occulta) is een vogel uit de familie van de stormvogels en pijlstormvogels (Procellariidae). Het is een in 2001 voor het eerst beschreven, endemische vogelsoort uit Vanuatu (Melanesië) in de Grote Oceaan.

## Kenmerken
De vogel is 35 cm lang, weegt 300 tot 350 g en heeft een spanwijdte van 82 cm. De vogel lijkt sterk op kermadecwitnekstormvogel (P. cervicalis). Deze soort is iets kleiner en de tekening op de ondervleugel (een diagonaal lopende zwarte band en zwarte randen aan de vleugelpennen) is meer uitgesproken. De vogel heeft een zwarte kruin, wit voorhoofd en ook verder een witte kop. De snavel is zwart en de poten zijn grijs tot geelachtig. Het verenkleed van onvolwassen vogels is niet beschreven.

## Verspreiding en leefgebied
De vogel is waargenomen binnen de archipel van Vanuatu op het eiland Vanua Lava, broedend op een steile berhelling in holtes onder rotsen, soms wel 70 cm diep. De nestplaatsen waren bij de plaatselijke bevolking bekend, de kuikens werden "geoogst". In 2009 werden aanvullende waarnemingen gedaan rond de berg Suretamatai (921 m) van broedende vogels. Het zijn zeevogels die buiten de broedtijd alleen op open zee verblijven.

## Status
De vanuatustormvogel heeft een klein verspreidingsgebied en daardoor is de kans op uitsterven aanwezig. De soort is (nog) niet door BirdLife International geëvalueerd voor de Rode Lijst van de IUCN.